# 赫格斯卡弗倫山
72°40′S 3°43′W / 72.667°S 3.717°W
赫格斯卡弗倫山是南極洲的山峰，位於東部南極洲的毛德皇后地，處於博格地塊，該山峰由挪威製地圖師繪入地圖，現時受南極條約體系管理。